# Michelle Paver

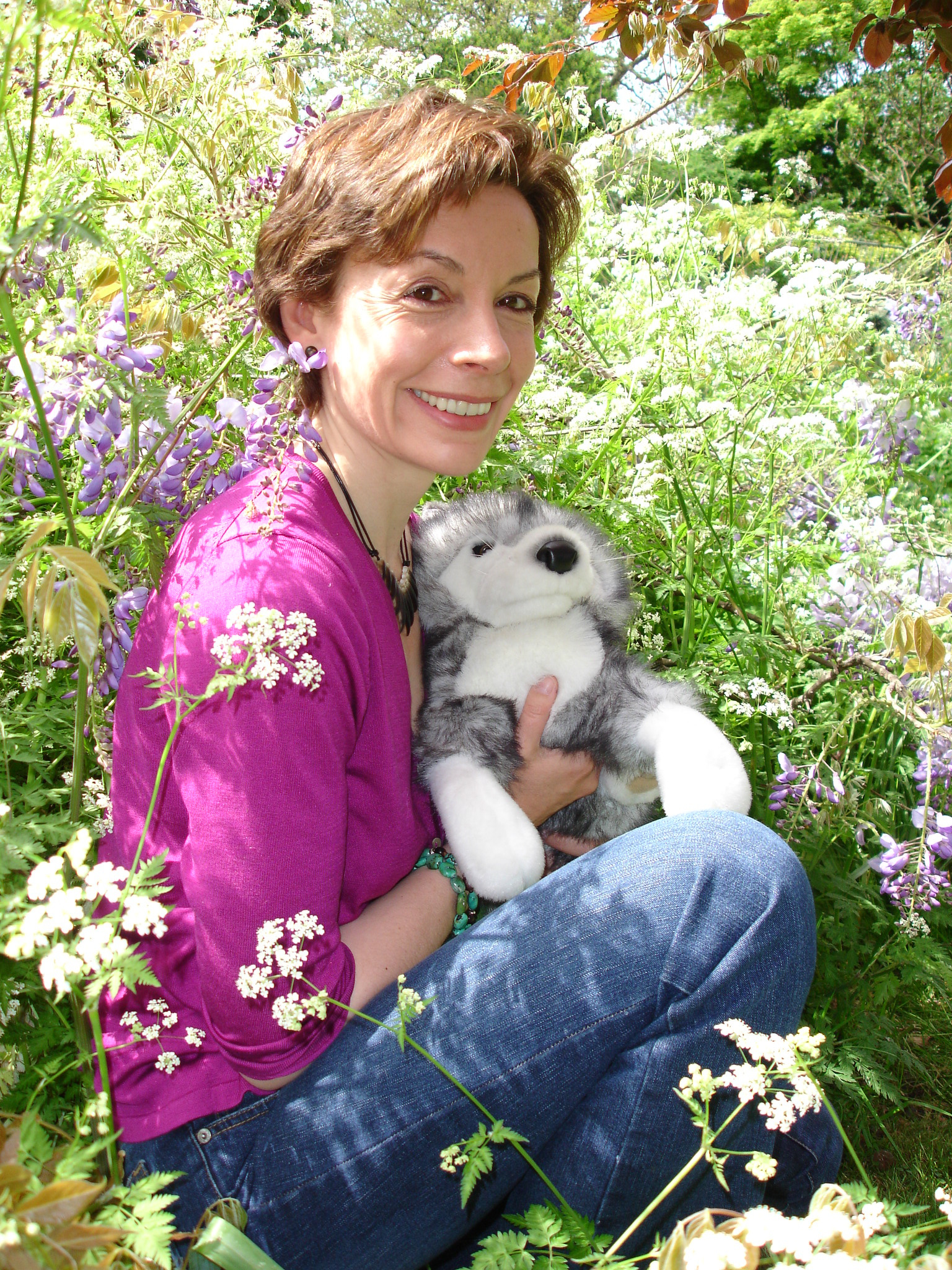
Michelle Paver

Michelle Paver (1960) is een Britse schrijfster. Ze schreef onder meer de kinderserie Avonturen uit een Magisch Verleden.

## Biografie
Pavers vader was een Zuid-Afrikaan en haar moeder een Belgische. In 1963 verhuisde het gezin naar Wimbledon (Londen), waar Paver nog steeds woont.
Paver was dertien jaar lang advocate. Na de dood van haar vader in 1996 ging ze doen wat ze werkelijk wilde: boeken schrijven. Ze schreef een aantal romantisch-historische boeken voor ze aan Avonturen uit een Magisch Verleden begon. Toen die reeks in 2009 werd afgerond, schreef ze een boek voor volwassenen en van 2012 tot 2016 verscheen er elk jaar een boek uit haar reeks Tijden van goden en gevechten.

## Gepubliceerde boeken
- Portret van een liefde, 2000 (Without Charity);
- Een liefde uit vervlogen tijden, 2001 (A Place in the Hills);
- De geest van Gruhuken, 2010 (Dark Matter);
- Dochters van Eden trilogie (Daughters of Eden):
  - Schaduwvanger, 2003 (The Shadow Catcher);
  - Vuurvlinder, 2004 (Fever Hill);
  - De tand van de slang, 2005 (The Serpent's Tooth);

- - Torak en Wolf - Avonturen uit een Magisch Verleden, 2004 (Chronicles of Ancient Darkness);
  - Torak en Wolf - De Zielzwerver, 2005 (Spirit Walker);
  - Torak en Wolf - Avonturen in het hoge noorden, 2006 (Soul Eater);
  - Torak en Wolf - Verstoten, 2007 (Outcast);
  - Torak en Wolf - De verbroken eed, 2008 (Oath Breaker);
  - Torak en Wolf - De geestenjager, 2009 (Ghost Hunter);
  - Torak en Wolf - Viper's daughter, 2020;

- - Avonturen uit een Magisch Verleden: De Box, 2010 (Alle 6 delen in één verzameling);
- Tijden van goden en gevechten (Gods and War):
  - Hylas en de Roep van de Dolfijn, 2012 (The Outcasts, vanaf 2013/Gods and Warriors, 2012 - enkel de eerste druk heeft deze naam);
  - Hylas en de Schaduw van de Leeuwin, 2013 (The Burning Shadow, 2013);
  - Hylas en het Oog van de Valk, 2014 (The Eye of the Falcon, 2014);
  - Hylas en de Tombe van de Krokodil, maart 2016 (The Crocodile Tomb, 2015);
  - Warrior bronze, 2015.

- Bibsys: 5037869
- Biblioteca Nacional de España: XX1711039
- Bibliothèque nationale de France: cb14554923q (data)
- Catàleg d'autoritats de noms i títols de Catalunya: 981060405137706706
- CiNii: DA15845097
- Gemeinsame Normdatei: 123776252
- International Standard Name Identifier: 0000 0001 0970 1784
- Library of Congress Control Number: nb99092567
- Nationale Bibliotheek van Letland: 000045986
- MusicBrainz: 7d9c49c0-4ab4-442c-af59-c71837e84c99
- Bibliotheek van het Japanse parlement: 01001705
- Nationale Bibliotheek van Tsjechië: xx0035919
- Nationale bibliotheek van Australië: 43802855
- Nationale Bibliotheek van Israël: 987007309462205171
- Nederlandse Thesaurus van Auteursnamen: 194909026
- Réseau des bibliothèques de Suisse occidentale: 02-A011487372
- Istituto Centrale per il Catalogo Unico: UBOV959858
- LIBRIS: 335933
- Système universitaire de documentation: 07948686X
- Trove: 1459542
- Virtual International Authority File: 50143795
- WorldCat: E39PBJtH3GgHK3GbhdrqbbR9Xd